# Klára Liptáková
Klára Liptáková (* 12. května 1970 Brno) je česká politička, v letech 2010 až 2015 místopředsedkyně KDU-ČSL, v letech 2012 až 2016 a opět od roku 2024 zastupitelka Jihomoravského kraje, v letech 2014 až 2018 zastupitelka města Brna (od listopadu 2014 do května 2016 pak 1. náměstkyně primátora), v letech 2010 až 2014 a opět v letech 2016 až 2022 starostka městské části Brno-Maloměřice a Obřany. V roce 2024 přestoupila do strany PRO 2022.

## Život
V letech 1988 až 1993 vystudovala provoz a ekonomii na Vysoké škole zemědělské v Brně, po absolvování vysoké školy pracovala od roku 1994 jako daňový poradce.
Je vdaná a má tři děti, dva syny a dceru. K jejím zájmům patří hudba, architektura a vodáctví.

## Veřejné působení
V roce 2006 se stala zastupitelkou v brněnské městské části Brno-Maloměřice a Obřany a poté zvolena předsedkyní finančního výboru zastupitelstva. Po komunálních volbách v roce 2010 byla zvolena starostkou této městské části, funkci vykonávala do listopadu 2014. Zastupitelkou Jihomoravského kraje byla od roku 2012. Byla zvolena místopředsedkyní Výboru finančního, a stala se členkou Výboru pro územní plánování a dopravu. Ve volbách v roce 2016 se pokoušela mandát krajské zastupitelky obhájit, ale neuspěla.
V březnu 2014 se stala lídryní KDU-ČSL pro komunální volby v roce 2014 do Zastupitelstva města Brna a tudíž i kandidátkou KDU-ČSL na primátorku města Brna. V říjnových volbách post zastupitelky města Brna získala, stejně jako obhájila mandát zastupitelky Městské části Brno-Maloměřice a Obřany. Dne 25. listopadu 2014 byla zvolena 1. náměstkyní primátora města Brna, na starosti měla správu majetku a školství. V této funkci se mj. podílela na zavedení elektronického zápisu dětí do základních škol, který měl zejména zlepšit přehled o dětech v Brně pro ředitele škol. Vzhledem k vlekoucí se koaliční krizi rezignovala v polovině května 2016 na post náměstkyně primátora.
Dne 15. listopadu 2016 byla po dvouleté pauze opět zvolena starostkou Městské části Brno-Maloměřice a Obřany.
V komunálních volbách v roce 2018 již do brněnského zastupitelstva nekandidovala. Byla však opět zvolena zastupitelkou městské části Brno-Maloměřice a Obřany, kde z pozice členky KDU-ČSL vedla kandidátku subjektu „Sdružení KDU-ČSL s podporou nezávislých“. V polovině listopadu 2018 se opět stala starostkou městské části Brno-Maloměřice a Obřany.
V komunálních volbách v roce 2022 byla opět z pozice lídryně kandidátky KDU-ČSL zvolena zastupitelkou městské části Brno-Maloměřice a Obřany. Nepodařilo se jí však vyjednat účast její strany v nové koalici a v polovině října 2022 ji tak ve funkci starostky vystřídala Ludmila Kutálková.
V lednu 2024 se stala 1. místopředsedkyní jihomoravské krajské organizace strany Právo Respekt Odbornost Jindřicha Rajchla.
Ve volbách do Evropského parlamentu v červnu 2024 kandidovala jako členka PRO 2022 na 20. místě kandidátky koalice „PRO – Jindřicha Rajchla“ (tj. PRO 2022 a SV PRO ZS). Strana však získala pouze 2,15 % hlasů, takže neuspěla.
V krajských volbách v září 2024 byla zvolena z pozice členky hnutí PRO 2022 zastupitelkou Jihomoravského kraje, a to na kandidátce koalice „SPD, Trikolora, PRO a Svobodní“. Původně figurovala na 10. místě kandidátky, ale vlivem preferenčních hlasů skončila třetí.

## Funkce v KDU-ČSL
Členkou KDU-ČSL byla od roku 2002, od roku 2010 byla místopředsedkyní celostátní organizace KDU-ČSL. Tuto funkci obhájila na sjezdu KDU-ČSL v Olomouci 8. června 2013. Na sjezdu ve Zlíně v květnu 2015 již nekandidovala.